# Blowback
Blowback is een nummer van de Amerikaanse rockband The Killers uit 2020. Het is de vijfde en laatste single van hun zesde studioalbum Imploding the Mirage.
Hoewel het nummer vrolijk klinkt, gaat het over de posttraumatische stressstoornis van Brandon Flowers' vrouw Tana. Tana heeft hier al sinds haar jeugd last van. Op "Blowback" spreekt Flowers zijn bewondering uit aan Tana voor hoe dapper ze met haar duistere gedachten omgaat. Het nummer bereikte geen Amerikaanse hitlijsten, maar kwam in Vlaanderen wel op de 19e positie in de Tipparade terecht.

## Tracklijst
- Muziekdownload

1. "Blowback" - 3:59